# Маџапахит
Маџапахит, званично Империја Маџапахит или Маџапахитска империја (јав. , инд. Kerajaan Majapahit; енгл. Majapahit Empire, шп. Imperio mayapajit), била је велика таласократска империја смештена на острву Јава (данас Индонезија). Постојала је од 1293. до 1527. године, а на врхунцу је била за време владавине махараџе Хајама Вурука (познат и као Раџасанагара, Па-та-на-па-на-ву или Батара Прабу) — и то од 1350. до 1389. године, у златном веку Маџапахита који је обележила Вурукова експанзија широм југоистичне Азије. Вуруково достигнуће се такође приписује и његовом премијеру, махапатију Гаџа Мади (око 1290—1364) који је Маџапахитом владао од 1336. до 1364. године. Гаџа Мада је познат по заклетви Sumpah Palapa, у којој се зарекао да неће појести ништа што је зачињено све док не покори цео југоисточни архипелаг Нусантара и тако прошири Маџапахитску империју; због овога се Мада у данашњој Индонезији сматра важним националним херојем.
Према епској еулошкој поеми Нагаракр(е)тагама (јав. Nagarakr(e)tagama, Desawarñana) из 1365. године, која описује пад Маџапахита и владавину Хајама Вурука, наводи се да се империја Маџапахит састојала из 98 трибутарних држава и простирала од Суматре до Нове Гвинеје; сматра се да је територија обухватала просторе данашње Индонезије, Сингапура, Малезије, Брунеја, јужног Тајланда, архипелага Сулу, Филипина и Источног Тимора, мада је истинска природа сфере утицаја Маџапахитске империје и дан-данас предмет проучавања многих историчара.
Маџапахит је била једна од последњих великих империја источноазијског региона и сматра се највећом и најмоћнијом империјом у историји Индонезије и југоисточне Азије. Понекад се помиње као претеча савремене независне и признате државе Индонезије. Утицај Маџапахита сеже ван граница територије савремене Републике Индонезије и проучава се у многобројним научним круговима.
| \| Теракота која се чува у Травуланском музеју у Источној Јави верује се да осликава лице славног махапатија Гаџа МадеМодел маџапахитског брода (jong) којим се трговало и развијала империја; у БИ музеју у Џакарта \| Експанзија Маџапахита почела је на данашњем локалитету Травулан у 13. веку, а након што се проширио по целом индонезијском архипелагу потрајала је до почетка 16. векаЈезгро и провинције (Mancanagara) Маџапахита у источним и централним деловима Јаве \| \| Врингин лаванг из 14. века, 15,5-метарски расцепљени пролаз од црвене цигле у Травулану16,5-метарски пролаз Баџанг рату у Травулану игграђен је у 14. веку у стилу падураксаХрам Канди џабунг у Пајтону (Проболинго, Источна Јава) потиче из периода Маџапахита \| \| | |
| Теракота која се чува у Травуланском музеју у Источној Јави верује се да осликава лице славног махапатија Гаџа МадеМодел маџапахитског брода (jong) којим се трговало и развијала империја; у БИ музеју у Џакарта | Експанзија Маџапахита почела је на данашњем локалитету Травулан у 13. веку, а након што се проширио по целом индонезијском архипелагу потрајала је до почетка 16. векаЈезгро и провинције (Mancanagara) Маџапахита у источним и централним деловима Јаве |
| Врингин лаванг из 14. века, 15,5-метарски расцепљени пролаз од црвене цигле у Травулану16,5-метарски пролаз Баџанг рату у Травулану игграђен је у 14. веку у стилу падураксаХрам Канди џабунг у Пајтону (Проболинго, Источна Јава) потиче из периода Маџапахита | |